# 龙州珠子木
龙州珠子木（学名：Phyllanthodendron breynioides）为大戟科珠子木属下的一个种。

## 扩展阅读
- 維基物種上的相關：龙州珠子木